# Johanna Hofer
Pour les articles homonymes, voir Hofer.
Johanna Hofer est une actrice allemande, née Johanna Stern le 30 juillet 1896 à Berlin (Allemagne), morte le 30 juin 1988 à Munich (Allemagne).

## Biographie
Johanna Hofer étudie l'art dramatique dans sa ville natale et débute au théâtre à Francfort-sur-le-Main de 1916 à 1918. Elle revient en 1919 à Berlin et y poursuit sa carrière sur les planches dans les années 1920, entre autres au Deutsches Theater. En particulier, elle est Desdémone en 1921, dans Othello de William Shakespeare, aux côtés de l'acteur, dramaturge et metteur en scène autrichien Fritz Kortner (1892-1970) dans le rôle-titre.
En 1924, elle épouse celui-ci et tous deux se produisent ensemble au théâtre tant à Berlin qu'en tournée. Avec l'avènement du nazisme en 1933, le couple (de confession juive) décide de quitter l'Allemagne et, via l'Autriche puis l'Angleterre (en 1934), s'installe aux États-Unis en 1938.
Ainsi, Johanna Hofer joue à Broadway (New York) en 1940, dans la pièce Another Sun de Dorothy Thompson et Fritz Kortner (mise en scène de ce dernier), avec Celeste Holm. Et elle tient des petits rôles (deux non crédités) dans trois films américains sortis en 1943 et 1945, dont Un espion a disparu de Richard Thorpe (1943, avec Joan Crawford et Fred MacMurray).
À partir de 1948, revenus en Allemagne, les époux Kortner contribuent à la renaissance du théâtre d'après-guerre, notamment au Kammerspiele de Munich (ex. : Les Revenants d'Henrik Ibsen en 1953) et au Schillertheater de Berlin. Après la mort en 1970 de son mari (dont elle restera veuve), Johanna Hofer continue sa carrière sur les planches et tient un de ses derniers rôles dans Grand et Petit de Botho Strauss, mise en scène par Peter Stein, à Berlin en 1978-1979 (création, avec Edith Clever dans le rôle principal).
Au cinéma, elle avait débuté dans deux films muets allemands sortis respectivement en 1926 et 1927 (le deuxième, Die Ausgestoßenen, avec Fritz Kortner). Suivront les trois films américains déjà évoqués, puis douze autres films, depuis La Chair de Josef von Báky (1949, avec son mari) jusqu'à Le Secret de Veronika Voss de Rainer Werner Fassbinder (1982, avec Rosel Zech dans le rôle-titre).
Citons également L'Homme perdu de (et avec) Peter Lorre (1951), un quatrième (et dernier) film américain, L'Adieu aux armes de Charles Vidor (version de 1957, avec Rock Hudson et Jennifer Jones), le film germano-israélo-suisse Le Piéton de Maximilian Schell (1973, avec Peggy Ashcroft et Elisabeth Bergner), ainsi que le film franco-allemand Possession d'Andrzej Żuławski (1981, avec Isabelle Adjani et Sam Neill). Mentionnons aussi une adaptation de la pièce pré-citée Grand et Petit (réalisation de Peter Stein, 1980, où Edith Clever et elle reprennent leurs rôles respectifs).
Pour la télévision, Johanna Hofer collabore à vingt-et-un téléfilms diffusés entre 1958 et 1979, dont Je veux seulement que vous m'aimiez de Rainer Werner Fassbinder (1976). S'y ajoutent six séries (la première en 1970), dont Inspecteur Derrick (un épisode, 1976) et Le Renard (un épisode, 1983, son ultime rôle à l'écran).

## Théâtre (sélection)
- 1921 : Othello ou le Maure de Venise ou Othello (Othello, the Moor of Venice) de William Shakespeare : Desdémone (à Berlin)
- 1928 : Peer Gynt d'Henrik Ibsen, mise en scène de Berthold Viertel : Solveig (à Berlin, Deutsches Theater)
- 1940 : Another Sun de Dorothy Thompson et Fritz Kortner, mise en scène de ce dernier : Christina Lenz (à New York, Broadway)
- 1953 : Les Revenants (Gespenster - titre original : Gengangere) d'Henrik Ibsen, mise en scène de Fritz Kortner : Hélène Alving (à Munich, Kammerspiele)
- 1955 : Das Dunkel ist Licht genug (The Dark is Light Enough) de Christopher Fry, mise en scène de Fritz Kortner : Comtesse Ostenburg (à Munich, Kammerspiele)
- 1975 : Auf dem Chimborazo de Tankred Dorst : Dorothea Merz (à Berlin)
- 1977 : Hedda Gabler d'Henrik Ibsen, mise en scène de Peter Zadek : Juliane Tesman (à Bochum)
- 1978-1979 : Grand et Petit (Groß und Klein) de Botho Strauss, mise en scène de Peter Stein : La vieille dame (à Berlin)

## Filmographie

### Au cinéma (intégrale)
- 1926 : Die Schwester vom Roten Kreuz - Ein Lebenslauf de Gertrud David : rôle non spécifié
- 1927 : Die Ausgestoßenen de Martin Berger : Mme Gefangener
- 1943 : Un espion a disparu (Above Suspicion) de Richard Thorpe : Mme Kleist
- 1943 : Hitler's Madman de Douglas Sirk : Mme Magda Bauer
- 1945 : Hôtel Berlin de Peter Godfrey : Mme Plottke
- 1949 : La Chair (Der Ruf) de Josef von Báky : Lina
- 1951 : L'Homme perdu (Der Verlorene) de Peter Lorre : Mme Hermann
- 1952 : Toxi de Robert A. Stemmle : la grand-mère Hélène
- 1956 : Vor Sonnenuntergang de Gottfried Reinhardt : Mme Peters
- 1957 : Die große Chance d'Hans Quest : la grand-mère Degener
- 1957 : L'Adieu aux armes (A Farewell to Arms) de Charles Vidor : Mme Zimmermann
- 1958 : Ein Lied geht um die Welt de Géza von Bolváry : Mme von Hilden
- 1959 : L'Aigle noir (Il vendicatore) de William Dieterle : Maria Jegorowna
- 1973 : Le Piéton (Der Fußgänger) de Maximilian Schell : Mme Bergedorf
- 1980 : Grand et Petit (Groß und Klein) de Peter Stein : la vieille dame
- 1981 : Possession d'Andrzej Żuławski : la mère d'Heinrich
- 1982 : Le Secret de Veronika Voss (Die Sehnsucht der Veronika Voss) de Rainer Werner Fassbinder : la vieille dame

### À la télévision (sélection)
- 1958 : Die Alkestiade, téléfilm d'Hans Schweikart : Aglaja
- 1958 : Die selige Edwina Black, téléfilm de Paul Verhoeven : Ellen
- 1976 : Inspecteur Derrick (Derrick), série
  - Saison 3, épisode 7 Un triste dimanche (Kein schöner Sonntag) de Leopold Lindtberg : Mme Balte
- 1976 : Je veux seulement que vous m'aimiez (Ich will doch nur, daß ihr mich liebt), téléfilm de Rainer Werner Fassbinder : La grand-mère
- 1983 : Le Renard (Die Alte), série
  - Saison 7, épisode 4 Un mort dans la voiture (Der Tote im Wagen) : Liselotte Badura